# Kalifornijsko državno politehničko sveučilište u Pomoni
Kalifornijsko državno politehničko sveučilište u Pomoni (eng. California State Polytechnic University, Pomona) je dio lanca kalifornijskih državnih (javnih) sveučilišta (eng. California State University).
Sveučilište je osnovano 1938. godine, a danas ga pohađa oko 22 300 studenata.

## Vanjske poveznice
- Cal Poly Pomona